# Charlets
Charlets (Bulgaars: Хърлец) is een dorp in het noordwesten van Bulgarije. Zij is gelegen in de gemeente Kozlodoeï in de oblast Vratsa. Het dorp ligt hemelsbreed ongeveer 60 km ten noorden van Vratsa en 119 km ten noorden van de hoofdstad Sofia.

## Bevolking
In de eerste volkstelling van 1934 registreerde het dorp 2.534 inwoners. Het inwonersaantal bereikte in 1975 een hoogtepunt met 2.939 personen. Sindsdien neemt het inwonersaantal langzaam maar geleidelijk af. Op 31 december 2019 telde het dorp 1.752 inwoners.
Van de 2.059 inwoners reageerden er 1.590 op de optionele volkstelling van 2011. Van deze 1.590 respondenten identificeerden 1.443 personen zichzelf als Bulgaren (90,8%), gevolgd door 138 Roma (8,7%) en 9 ondefinieerbare respondenten (0,5%).
Van de 2.059 inwoners in februari 2011 werden geteld, waren er 311 jonger dan 15 jaar oud (15,1%), gevolgd door 1.366 personen tussen de 15-64 jaar oud (66,3%) en 382 personen van 65 jaar of ouder (18,6%).